# دالي سكوفيلد
دالي سكوفيلد (بالإنجليزية: Dale Schofield)‏ هو منافس ألعاب قوى أمريكي، ولد في 14 أبريل 1915، وتوفي في 9 ديسمبر 2006.

## وصلات خارجية
- دالي سكوفيلد على موقع أوليمبيديا (الإنجليزية)